# Łęki (condado de Ciechanów)
Łęki es un pueblo de Polonia, en Mazovia.  Se encuentra en el distrito (Gmina) de Opinogóra Górna, perteneciente al condado (Powiat) de Ciechanów. Se encuentra aproximadamente a 9 km al este de Opinogóra Górna, 14 km al este de Ciechanów, y a 75 km  al norte de Varsovia. Su población es de 150 habitantes.
Entre 1975 y 1998 perteneció al voivodato de Ciechanów.